# Mcclungia subtilis
Mcclungia subtilis är en fjärilsart som beskrevs av Richard Haensch 1903. Mcclungia subtilis ingår i släktet Mcclungia och familjen praktfjärilar. Inga underarter finns listade i Catalogue of Life.